# الذوبان (فلم 2009)
الذوبان (بالإنجليزية: The Thaw) هو فيلم رعب وإثارة، أنتج في الولايات المتحدة وكندا وصدر سنة 2009. الفيلم من بطولة فال كيلمر، آرون أشمور، كايل شميد ومارثا ماسيساك.

## القصة
الفيلم يدور في إطار مرعب حول مجموعة من الطلاب يكتشفون أن ذوبان الجليد ينتج عنه إطلاق سلالة من طفيليات تعود لما قبل التاريخ وتقوم هذه الطفيليات بدخول جسم أي مخلوق والتكاثر داخله مما يتسبب بموته مما يجبرهم على ايجاد حل للقضاء على هذه المخلوقات قبل أن تتسبب بدمار العالم.

## الاستقبال
تلقى الفيلم استقبالا وصف بالمتوسط.

## وصلات خارجية
- مقالات تستعمل روابط فنية بلا صلة مع ويكي بيانات

الذوبان على IMDB
الذوبان على Rotten Tomatoes